# Nazaré do Piauí
Nazaré do Piauí är en kommun i Brasilien.   Den ligger i delstaten Piauí, i den östra delen av landet, 1 100 km nordost om huvudstaden Brasília. Antalet invånare är 7 327.
Omgivningarna runt Nazaré do Piauí är huvudsakligen savann. Runt Nazaré do Piauí är det mycket glesbefolkat, med 4 invånare per kvadratkilometer.